# Pentaceno
El pentaceno (C22H14) es un hidrocarburo aromático policíclico formado por cinco anillos de benceno (C6H6) fusionados linealmente. Este compuesto altamente conjugado es un semiconductor orgánico. El compuesto genera excitones al absorber luz ultravioleta (UV) o visible, lo que lo hace muy sensible a la oxidación. Por esta razón, este compuesto, que es un polvo púrpura, se degrada lentamente al exponerse al aire y a la luz.
Estructuralmente, el pentaceno es uno de los acenos lineales, siendo el anterior el tetraceno (cuatro anillos de benceno fusionados) y el siguiente el hexaceno (seis anillos de benceno fusionados). En agosto de 2009, un grupo de investigadores de IBM publicó los resultados experimentales de la obtención de imágenes de una única molécula de pentaceno mediante un microscopio de fuerza atómica. En julio de 2011, utilizaron una modificación de la microscopía de barrido en túnel para determinar experimentalmente las formas de los orbitales moleculares de mayor ocupación y menor desocupación.  
En 2012, se demostró que el p -terfenilo dopado con pentaceno era eficaz como medio amplificador para un máser a temperatura ambiente.

## Síntesis

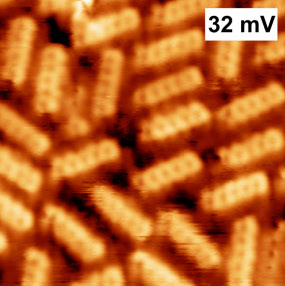
Imagen de microscopía de efecto túnel de moléculas de pentaceno sobre níquel.

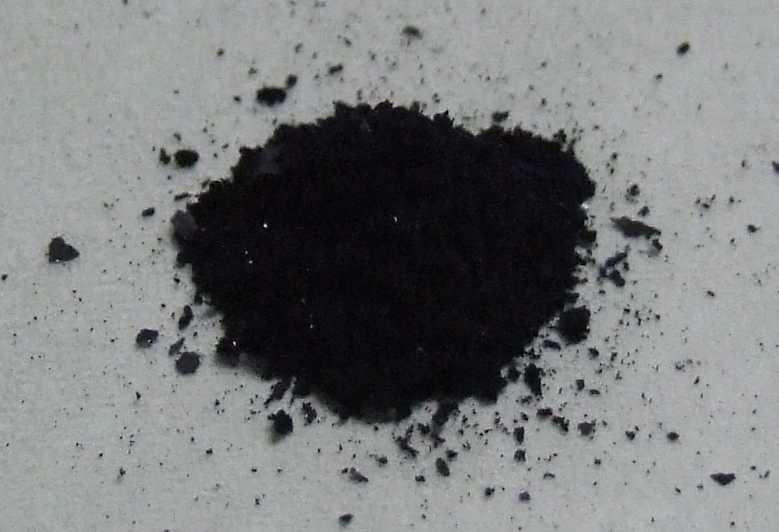
Polvo de pentaceno

El pentaceno fue sintetizado por primera vez en 1912 por los químicos británicos William Hobson Mills y Mildred May Gostling.   Un método clásico para la síntesis del pentaceno es mediante la reacción de Elbs.  

## Investigación de materiales
Se han examinado los pentacenos como posibles colorantes dicroicos. La pentacenoquinona que se muestra a continuación es fluorescente y cuando se mezcla con la mezcla de cristal líquido E7 se alcanza una relación dicroica de 8. Los acenos más largos se alinean mejor en la fase de cristal líquido nemático.
Combinado con buckminsterfullereno, el pentaceno se utiliza en el desarrollo de prototipos fotovoltaicos orgánicos.   Las células fotovoltaicas orgánicas son más baratas y más flexibles que las células inorgánicas tradicionales, lo que potencialmente podría abrir puertas a las células solares en nuevos mercados. 
El pentaceno es una elección popular para la investigación sobre transistores orgánicos de película delgada y OFET, siendo una de las moléculas orgánicas conjugadas más investigadas con un alto potencial de aplicación debido a una movilidad de agujeros en OFETs de hasta 5,5 cm2/(V-s), que supera a la del silicio amorfo.   
El pentaceno, al igual que otros conductores orgánicos, se oxida rápidamente en el aire, lo que impide su comercialización. Si el pentaceno se oxida previamente, la pentaceno-quinona es un potencial aislante de puerta, y la movilidad puede aproximarse a la del rubreno -el semiconductor orgánico de mayor movilidad-, es decir, 40 cm2/(V-s). Esta técnica de oxidación del pentaceno es similar a la oxidación del silicio utilizada en la electrónica de silicio. 